# Metally Disturbed
 (octobre 2023).
Si vous disposez d'ouvrages ou d'articles de référence ou si vous connaissez des sites web de qualité traitant du thème abordé ici, merci de compléter l'article en donnant les références utiles à sa vérifiabilité et en les liant à la section « Notes et références ».
Albums de Boo-Yaa T.R.I.B.E.
Occupation Hazardous
(1995) Angry Samoans
(1998)
Metally Disturbed est un EP de Boo-Yaa T.R.I.B.E., sorti le 4 juin 1996.

## Liste des titres
| No | Titre                                            | Durée |
| -- | ------------------------------------------------ | ----- |
| 1. | Where U Want It                                  | 4:04  |
| 2. | Boogie Man                                       | 3:36  |
| 3. | Drive to the Morgue (The Ultimate Crowd Pleaser) | 5:42  |
| 4. | N Gun We Trust                                   | 4:10  |
| 5. | Metally Disturbed                                | 4:08  |